# Kern County
Kern County är ett administrativt område i delstaten Kalifornien, USA. Den administrativa huvudorten (county seat) är Bakersfield. År 2010 hade Kern County 839 631 invånare. 

## Geografi
Enligt United States Census Bureau så har countyt en total area på 21 138 km². 21 085 km² av den arean är land och 53 km² är vatten. 

### Angränsande countyn
- Los Angeles County, Kalifornien - syd
- Ventura County, Kalifornien - syd
- Santa Barbara County, Kalifornien - sydväst
- San Luis Obispo County, Kalifornien - väst
- Monterey County, Kalifornien - nordväst
- Kings County, Kalifornien - nordväst
- Tulare County, Kalifornien - nord
- Inyo County, Kalifornien - nordost
- San Bernardino County, Kalifornien - öst